# Waldstadion (Pasching)
Il Waldstadion, noto anche come TGW Arena è uno stadio di calcio situato a Pasching, in Austria. È stato inaugurato nel 1990 e dalla stagione 2016-2017 ospita gli incontri del LASK.